# Turan Dursun
Turan Dursun (Şarkışla, 1934 – Istanboel, 4 september 1990) was een Turkse sjiitische islamoloog en schrijver. Zijn werk, dat beïnvloed is door de 9e-eeuwse Perzische sceptische filosoof Ibn al-Rawandi, levert felle kritiek op de islam en op de stichters van haar hoofdstromingen.
Dursun was opgevoed als een Ja'fari moslim van de Twaalver rechtsschool en werkte aanvankelijk als een islamitische geestelijke. Daarna werd hij echter een atheïst tijdens zijn bestudering van de geschiedenis van de monotheïstische religies. Dursun heeft een aantal boeken over religie geschreven, met daarin onder meer interpretaties van islamitische teksten. Hij was een uitgesproken religiecriticus en werd daarom regelmatig bedreigd door islamitische fundamentalisten.
Hij werd uiteindelijk vermoord op 4 september 1990, net buiten zijn woning in Istanboel. Daarna werden er in Turkije tienduizenden exemplaren van zijn boeken verkocht.

## Biografie
Dursuns vader was een vrome Jafariet van de Twaalver-sjiitische madhab. Van jongs af aan werd Dursun door zijn vader aangespoord om een islamgeleerde te worden en ongekend grote wijsheid te vergaren waarvan ze zelfs in Basra en Koefa naar op zouden kijken. Met dit doel voor ogen werkte hij hard om alle belangrijke islamitische teksten grondig te kennen en begrijpen.

### Jaren als moefti
Nadat hij de vereiste examens had doorstaan om een moefti te worden, slaagde Dursun er niet in om er officieel toe benoemd te worden omdat hij geen basisschooldiploma had. Dursun moest daarom eerst basisschoolexamens afleggen zonder ooit les te krijgen, en had daar enige tijd voor nodig. Hij verwierf ten slotte de titel van moefti in 1958.
Toen hij de moefti van Sivas was, begon Dursun naam voor zichzelf te maken als een heel ander soort moefti. Gebruikmakend van zijn positie lanceerde hij een aantal projecten voor de ontwikkeling van de regio en zijn imams:
- Organiseerde 50 boomaanplantingen in verscheidene dorpen in Sivas.
- Drukte met succes plannen door om in plaats van een moefti-accommodatiecentrum te renoveren een ziekenhuis te laten bouwen.
- Verzamelde graan vanuit dorpen als hulp voor het ziekenhuisproject.
- Maakte de niet-religieuze educatie van imams belangrijk, middels bioscopen en het bijwonen van conferenties.
- Faciliteerde de uitgave van schooldiploma's voor imams via het Ministerie van Onderwijs.
- Zette de burgemeester van Sivas onder druk om het probleem van de opdrogende waterreserves aan te pakken.

Dursun kreeg zowel een groot aantal volgelingen als vijanden in Sivas en werd talloze malen bedreigd. Hij ging in ballingschap in de stad Sinope en verbleef in wat hij een "bouwvallige hut" noemde. Hij ontving hulp van Ali Sarapçı, een docent die werd belaagd en valselijk bestempeld als communist, net zoals Dursun.
In 1966 kwam zijn loopbaan als moefti ten einde.

### Eerste atheïstische gedachten
In een interview met Sule Perinçek vertelde Dursun over een van de eerste keren dat hij begon te twijfelen aan het bestaan van God. Toen hij als 11-jarige jongen verliefd was op een meisje, Safi, bleek haar oudere zus Sabo gehandicapt te zijn. Dursun had medelijden met Sabo en op een nacht zag hij God in zijn droom. Nadat hij God liet zweren dat hij niet boos zou worden, vroeg Dursun aan God waarom hij deze Aarde had geschapen als hij ook de hemel had geschapen en hij vroeg waarom Safi mooi was maar Sabo gehandicapt.
In hetzelfde interview verklaarde Dursun:

Ik stelde altijd vragen bij, en was opstandig tegen, het concept van God, maar de overgang naar atheïsme "evolueerde" slechts geleidelijk.

Dursun ontdekte dat wat hij "Mohammeds nalatenschap" noemde toen hij de heilige boeken begon te studeren die er voor de Koran al bestonden. Hij stelde: 

Ik had eerder al wel kennis van het jodendom en het christendom, maar alleen via islamitische interpretaties. Ik kende ze niet vanuit hun eigen bronnen. In de jaren 1960 maakte ik kennis met hun eigen bronnen.

Dursun begon het christendom te bestuderen toen er plannen werden gemaakt dat hij trots aan de paus zou worden voorgesteld als een intellectuele moefti. Om deze ontmoeting voor te bereiden en "om met hem [de paus] met meer kracht te kunnen praten", ging hij zich in het christelijk geloof verdiepen. Echter, naar eigen zeggen besefte hij "onmiddellijk" de "oplichting" toen hij zijn reeds uitgebreide kennis over de islam vergeleek met christelijke informatie.
Nadat hij negatieve conclusies over religie had getrokken, werd Dursun "boos" dat Mohammed waardevolle jaren van zijn kindertijd en jeugd had weggenomen. Hij zei:

Zo veel mensen kunnen door hem hun kindertijd niet gewoon beleven. Zo veel mensen ondervinden leed van zijn ellende. Zo veel mensen kennen wat goed is als fout en wat fout is als goed omdat zij denken dat de duisternis die hij heeft gekozen bestaat. Op veel terreinen hebben menselijke emoties en creaties geen vooruitgang gekend vanwege hem.

Dursun was voor korte tijd een onafhankelijke theïst voordat hij atheïst was. Allereerst sprak hij tegenover zichzelf uit dat 

Als er een god is, dan is het niet die van Mohammed.

Hij begon willekeurige experimenten uit te voeren om uit te zoeken of God bestond of niet tijdens zijn mentale strijd met hem. Hij kwam tot de ontdekking dat mensen over miljoenen jaren waren geëvolueerd, en leerde steeds meer over antropologie. Hij verklaarde dat zijn periode als onafhankelijk theïst "twee of drie jaar" duurde.

### Leven als producent en auteur
Nadat hij ontslag had genomen als moefti, had Dursun moeite om rond te komen in Istanboel en was zelfs een tijdje vuilnisman. Het besluit om te stoppen als moefti was lastig, maar Dursun verklaarde dat zijn principe altijd was om "nooit een tegenstrijdigheid te hebben tussen wat ik dacht en wat ik deed".
Dankzij een aantal vrienden die hij had leren kennen als moefti, slaagde hij er uiteindelijk in om een plek te vinden bij de Türkiye Radyo-Televizyon Kurumu (TRT), waar hij eerst werkte in basale administratieve functies voordat hij slaagde voor een examen om te mogen meedoen aan programmaproductie.
Enkele van zijn producties zijn "Turken in de geschiedenis", "De mensheid vanaf het begin" en "Naar de avond toe" (onofficieel vertaalde titels). Er is ook een productie die nooit mocht worden uitgezonden, getiteld "Voor en na de eerste Grote Nationale Vergadering". Dursun nam in 1982 ontslag bij TRT na er 16 jaar te hebben gewerkt.
In 1987 werd Dursun voorgesteld aan Doğu Perinçek, een zelfverklaard socialistisch politicus met zwaar nationalistische ondertonen, die hoofdredacteur was van het tijdschrift 2000'e Dogru ("Naar 2000 toe"). Dursun droeg bij aan het tijdschrift met een column genaamd "Din Bilgisi" ("Religiekennis"). Hij schreef ook voor enkele andere publicaties zoals Saçak, Teori en Yüzyil. Hij schreef talloze boeken in de jaren 1980, waaronder een Turkse vertaling van De Muqaddima van Ibn Khaldun. In zijn werken verzamelde hij zijn uitgebreide kennis over de islam en Midden-Oosterse talen en stelde de religie daarmee open voor interne kritiek door de massamedia, misschien wel voor de eerste keer in de geschiedenis van de islam.

### Moord
Op 4 september 1990 werd Dursun doodgeschoten, kort nadat hij was vertrokken vanuit zijn huis in het Aziatische deel van Istanboel op weg naar zijn werk. Hij werd geraakt door zeven kogels.
Na een onderzoek werden er 15 verdachten gearresteerd, maar zij werden meteen vrijgelaten na hun eerste verschijning in de rechtszaal. In 1996 werd İrfan Çağırıcı gearresteerd op verdenking van betrokkenheid bij de moord op Dursun en ook die van journalist Çetin Emeç in maart 1990 en de ontvoering van Akbar Ghorbani (vertegenwoordiger van de Iraanse Volksmoedjahedien in Ankara) in 1992. Tijdens Çağırıcı's proces werd gemeld dat hij banden had met de Iraanse overheid en was getraind in Iraanse kampen. Çağırıcı (codenaam "Mesut") was lid van de İslami Hareket Örgütü (vrij vertaald: "Islamitische Bewegingsorganisatie") en had opdracht gegeven om Dursun te vermoorden wegens het "vernederen van de Koran". In juli 2000 werd hij ter dood veroordeeld en vier medeverdachten kregen levenslange gevangenisstraf; in hoger beroep werd Çağırıcı's doodstraf omgezet in eveneens levenslang in maart 2002. De schutter die het bevel had uitgevoerd, Muzaffer Dalmaz, is echter nog steeds op vrije voeten in het buitenland.

## Boeken
- Allah (Turks: Allah)
- Dit is Religie 1: God en de Koran (Turks: Din Bu 1: Tanrı ve Kur'an)
- Dit is Religie 2: Muhammad (Turks: Din Bu 2: Hz. Muhammed)
- Dit is Religie 3: Society and Secularism in Islam (Turks: Din Bu 3: İslamda Toplum ve Laiklik)
- Dit is Religie 4: Taboo Lingers (Turks: Din Bu 4: Tabu Can Çekişiyor)
- Religie en Seks (Turks: Din ve Seks)
- Gebed (Turks: Dua)
- Is het Universum een Grap? (Turks: Evren Bir Şaka mı?)
- Qullatayn (Turks: Kulleteyn)
- Koran (Turks: Kur'an)
- Encyclopedie van de Koran 1: Aba-Akıl (Turks: Kur'an Ansiklopedisi 1: Aba-Akıl)
- Encyclopedie van de Koran 2: Akra-Arab (Turks: Kur'an Ansiklopedisi 2: Akra-Arab)
- Encyclopedie van de Koran 3: Arabu-Borç (Turks: Kur'an Ansiklopedisi 3: Arabu-Borç)
- Encyclopedie van de Koran 4: Boşa-Dua (Turks: Kur'an Ansiklopedisi 4: Boşa-Dua)
- Encyclopedie van de Koran 5: Dua-Hicret (Turks: Kur'an Ansiklopedisi 5: Dua-Hicret)
- Encyclopedie van de Koran 6: Hicret-Kafir (Turks: Kur'an Ansiklopedisi 6: Hicret-Kafir)
- Encyclopedie van de Koran 7: Kalb-Kuşku (Turks: Kur'an Ansiklopedisi 7: Kalb-Kuşku)
- Encyclopedie van de Koran 8: Kuvvet-Mucize (Turks: Kur'an Ansiklopedisi 8: Kuvvet-Mucize)
- Bronnen van de Heilige Boeken 1 (Turks: Kutsal Kitapların Kaynakları 1)
- Bronnen van de Heilige Boeken 2 (Turks: Kutsal Kitapların Kaynakları 2)
- Bronnen van de Heilige Boeken 3 (Turks: Kutsal Kitapların Kaynakları 3)
- De Islam en de Nur-beweging (1971) (Turks: Müslümanlık ve Nurculuk (1971))
- Zulke Sharia (Turks: Şeriat Böyle)
- Brieven aan Beroemdheden (Turks: Ünlülere Mektuplar)

### Vertalingen
- Ibn Khalduns werk genaamd De Muqaddima (2 delen) (Turks: İbn-i Haldun'un Mukaddime adlı eseri (2 cilt))

## Verder lezen
- Abit Dursun, Mijn vader, Turan Dursun (Turks: Babam Turan Dursun)
- Abit Dursun, Turan Dursun en de Verlichting (Turks: Turan Dursun ve Aydinlanma)
- Sule Perinçek, Turan Dursun vertelt over zijn leven (Turks: Turan Dursun Hayatini Anlatiyor)